# Родзевич, Леопольд Иванович
Леопо́льд Ива́нович Родзе́вич (12 июня 1895, поместье Курьяновщина, Вилейский уезд, ныне — Логойский район, Минская область, Беларусь — 1938) — драматург, прозаик, публицист, поэт, деятель революционного движения Западной Беларуси.

## Биография
Имел брата Чеслава и сестер Ядвигу, Янина и Марию. Окончил начальную школу в городке Крайске. В 1909 окончил Вилейское городское училище. В 1914 переехал в Вильнюс, жил у сестры. Около трех месяцев работал на конфетной фабрике «Виктория», затем — техническим чертежником Крестьянского банка. Экстерном сдал экзамены на химико-техника.
В это время присоединился к белорусскому общественно-просветительского движения. Как отмечает Павлина Меделка, Л. Родевич в компании Максима Горецкого и Змитрака Бедули можно было часто видеть в кондитерской «Зеленый Штраль», которая была одним из мест встреч и бесед белорусской интеллигенции 
Участвовал в Белорусском музыкально-драматическом кружке, вместе с Чеславом и Ядвигой в составе труппы И. Буйницкого выступал в театральных постановках.

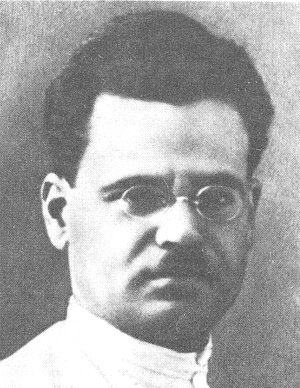
Леопольд Родзевич

Не принял участия в Первой мировой войне из-за болезни: был прооперирован на пищеводе. В 1915 покинул оккупированный город и уехал в Георгиевск на Северном Кавказе, где жила сестра Янина. Некоторое время работал в кондитерском кооперативе. После Февральской революции мобилизован в российской армии, откуда вскоре бежал и направился к Минска, занятого войсками немцев. После бегства из армии работал писарем в Белорусской военной комиссии и чиновником в белорусском министерстве сельского хозяйства 
После прихода большевистской оккупационной власти в Минск возвращается в родные места и некоторое время преподает в местной семилетке. Во время прихода польских войск находился там же, но через несколько недель перебирается в Вильнюс. В 1921 редактировал материалы в газете «Беларуския ведамасьци», затем сотрудничал с газетой «Беларуский звон». С 1921 вместе с М. Красински основал Белорусскую драматическую мастерскую, которой руководил и для которой писал 1923.
Редактор газеты «Наша будучыня» (1922 — 1923), «Беларуска звон» (с 1922). Своей деятельностью активно способствовал победе депутатов от Западной Беларуси в выборах в польский сейм (1922). Издавал произведения белорусских писателей: благодаря его ходатайству в 1923 вышли «Строма» Владимира Дубовка, «Уяўленьне» и «На Ростани» Владимира Жилки  . В 1922 вошел в Белорусской революционной организации (БРА), был членом ее ЦК, работал в ее газете «Вольный сьцяг» (1923). В начале 1922 за газетный материал отсидел несколько недель в Лукошки  . Печатается в альманахах и сборниках. Встречается с белорусскими литераторами, особенно с Владимиром Дубовка.
Член комиссии по изучению Западной Беларуси при АН Беларуси, из которой был исключен в начале 1933. 18 июля 1933 арестован и выслан за пределы Беларуси. Находился в Саратове, жил в семье старшего брата. На жизнь зарабатывал работой в лесничестве. В 1938 — арестован повторно. Место смерти неизвестно.
Умер в 1938 году. Посмертно реабилитирован в 1956 году.

## Творчество
Печататься начал в 1912 на страницах газеты «Наша Нива» (корреспонденция «м. Крайскому Вилейского уезда.») И журнала «крапива» (юмористический стих «Гарадавы и яго сын»). В 1914 опубликовал драматическое произведение «Марцовы сьнег», в котором четко ощущается влияние импрессионизма . В 1922 издал в Вильно поэтическую сборник «Беларусь», за который В. Жилка отнес автора к числу «выдающихся певцов и идеологов».
В. Онищук разделяет творчество Л. Родевич на три периода: «Нашей Нивы» (1910 — 1915), виленский (1926 — 1933) и советский (1926 — 1933), причем творчество советского периода относит к сравнительно худшего в художественном отношении от всей предыдущей.
По мнению М. Варвашевича, в стихах, рассказах, драматических произведениях, фантазиях-импрессия, написанных в романтико-модернистской манере, общий элегической-меланхолическое настроение Л. Родевич сочетается с динамикой футуризма .
Автор пьес: «Блудники» (1912, опубликована в 1960), «Пакрыўджаныя» (1916, опубликована в 1921), «Зьбянтэжаны Саўка», «Пасланец», «Багаты и бедные», «Досьвитки», «Кавалы», «конский партрэт»; зборникаў вершаў: «Беларусь» (1922), «На паняволеных гонях» (1928), сборников рассказов: «Рэвалюцыйным путям» ( 1928 ), «Вогнишча барацьбы» ( 1930 ). По одноактовку «П. С. Х »получил премию Белорусского общественного собрания в Вильнюсе.
Как отмечает Е. Соломевич, некоторые стихи Л. Родевич стали народными, в крайнем случае, печатались как анонимные «Вайнах Вайне», «песьня паўстанца», «Я салдат малады», «Гнет галины вецер» и песня политзаключенных «В дэфинзыве». Лучшие пьесы Л. Родевич относились профессиональными и любительскими коллективами в Вильнюсе, Краславе (Латвия), г. Рудамина на Виленщине и др. В 1922 БДТ-1 показал спектакль по его пьесе «Пасланец».